# إي. ك. سميث
إي. ك. سميث (بالإنجليزية: E. C. Smith)‏ هو فلاح وسياسي أمريكي، ولد في 28 ديسمبر 1852. حزبياً، نشط في الحزب الديمقراطي. وقد انتخب عضو جمعية ولاية ويسكونسن.